# Tactics (Spieleentwickler)
Tactics ist ein japanischer Spieleentwickler, der auf die Erstellung von Erogē-Ren’ai-Adventures spezialisiert ist.

## Geschichte
Tactics wurde als eine Marke des Spieleproduzenten Nexton gegründet und machte erstmals 1997 mit dem Spiel Dōsei auf sich aufmerksam. Als Nachfolger erschien das Spiel Moon., mit dem gewagten Konzept einen weiblichen Hauptdarsteller zu verwenden, das jedoch nicht den erhofften Erfolg brachte. Das Management veranlasste daraufhin strenge Vorgaben für den Titel One – Kagayaku Kisetsu e, was noch während der Entwicklung in einer Auseinandersetzungen mit den Entwicklern eskalierte. So verließ ein Großteil der Entwickler gegen Ende des Jahres 1998 das Unternehmen. Dazu gehörten die Entwickler Jun Maeda, Naoki Hisaya, Itaru Hinoue, Shinji Orito und OdiakeS, die nach der Fertigstellung von One den Spieleentwickler Key gründeten.
Nachdem ab 2006 vorerst unter der Marke keine Titel mehr veröffentlicht wurden 2009 zwei neue Untermarken, Tactics*Latte und Tactics Luxury, geschaffen, unter denen dann weitere Titel erschienen.

## Spiele
- Dōsei (同棲; 1997)
- Moon. (1997)
- One – Kagayaku Kisetsu e (ONE 〜輝く季節へ〜; 1998)
- Moon.Renewal (1998)
- Suzu ga Utau Hi (鈴がうたう日; 1999)
- Yūyake – November (夕焼け 〜November〜; 2000)
- Baraeti Takuchikusu (ばらえてぃたくちくす!; 2000)
- Sui Sui Sweet (すいすいSweet; 2000)
- Cheerio! (2001)
- Kemo no Gakuen (けもの学園; 2001)
- Flügel – Yakusoku no Aozora no Shita e (Flügel 〜約束の青空の下へ〜; 2002)
- Unitchi! – Weenie Witches (うにっち! 〜Weenie Witches〜; 2002)
- Apocalypse (2003)
- Zaishū _The SiN_ (罪囚 _The SiN_; 2003)
- Tenshi no Himegodo (天使のひめごと; 2005)
- Harem ☆ Party (ハーレム☆パーティー; 2006)

Tactics*Latte
- Dakko Shitegyu! – Ore no Yome wa Dakimakura (だっこしてぎゅっ! 〜オレの嫁は抱き枕〜; 2009)
- Imōto Sembatsu Sōsenkyo – 365-nin no Imōto Icha Love Manifest (妹選抜☆総選挙 〜365人の妹いちゃラブマニフェスト; 2011)

Tactics Luxury
- Trouble @ Vampire! – Ano Musume wa Ore no Goshujin-sama (とらぶる＠ヴァンパイア! 〜あの娘は俺のご主人さま〜; 2009)